# Skanska

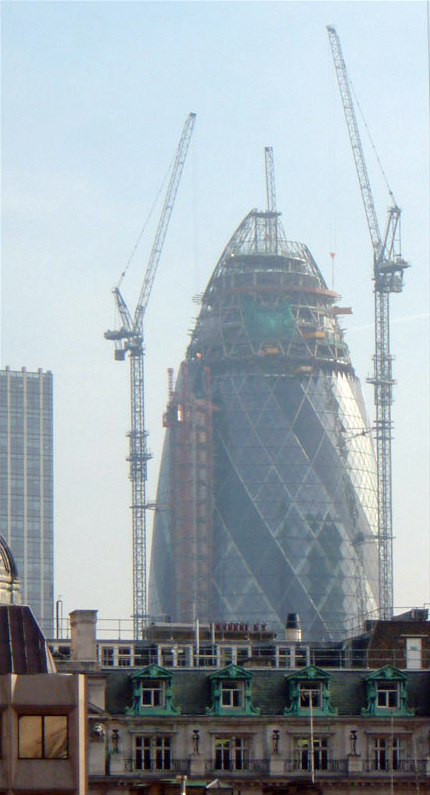
La construction de la tour 30 St Mary Axe à Londres par l'entreprise

Skanska est une entreprise de construction suédoise fondée en 1887. Son siège social est fixé à Stockholm. Elle développe ses activités partout dans le monde.

## Histoire
Elle a été fondée à Malmö, en Suède, en 1887, sous le nom d'Aktiebolaget Skånska Cementgjuteriet. Son activité initiale concernait la fabrication de produits en béton. Elle s'est rapidement diversifiée dans la construction. Moins de 10 ans après sa création, elle a enregistré sa première commande internationale. La société a joué un rôle important en Suède dans la construction d'infrastructures : routes, centrales électriques, bureaux et logements.
Sa croissance en Suède a été suivie par une expansion internationale. Dans le milieu des années 1950, Skånska Cementgjuteriet fait un grand pas vers les marchés internationaux. Les décennies suivantes, elle construit en Amérique du Sud, en Afrique et en Asie, et en 1971 aux États-Unis, où aujourd'hui elle se classe parmi les sociétés les plus importantes de son secteur. La société a été cotée à la Bourse de Stockholm en 1965. En 1984, le nom de "Skanska", déjà en usage au niveau international, devient le nom officiel du groupe.
Pendant la dernière partie des années 1990, Skanska s'est substantiellement développée à la fois organiquement[pas clair] et par acquisition.
En 2004, Skanska décide de liquider ses investissements en Asie. Elle vend sa filiale indienne à l'entreprise de construction basée en Thaïlande Italian Thai Development Company.
En 2005, Skanska est visée par une enquête officielle du fisc argentin (Administración Federal de Ingresos Públicos, AFIP), les employés d'un projet de gazoducs à Buenos Aires ayant admis avoir versé des pots de vin à des fonctionnaires du gouvernement.
En novembre 2020, Skanska annonce la vente pour 625 millions de dollars d'une participation de 50 % dans Elizabeth River Crossings, une de ses filiales américaines spécialisées dans un projet d'infrastructure en Virginie.

## Activités actuelles
Skanska opère dans quatre branches principales : la construction, le développement résidentiel, le développement commercial et le développement des infrastructures. Les marchés primaires sont les pays nordiques, les États-Unis, le Royaume-Uni, l'Europe centrale et l'Amérique latine. Les activités du groupe sont basées sur les unités d'affaires locales[pas clair]. L'entreprise a plusieurs milliers de projets en cours.
Aux États-Unis, Skanska a été classée première au classement des « Constructeurs verts » en 2007, et troisième à celui des « entrepreneurs verts » en 2008.[réf. nécessaire]
En 2008, elle s'est classée dixième plus grand entrepreneur dans le monde et au sixième rang aux États-Unis.[réf. nécessaire]

## Grands projets
L'entreprise est notamment connue comme constructeur du 30 St Mary Axe, de l'Heron Tower à Londres, du Madison Square Garden, du Meadowlands Stadium, ainsi que de la nouvelle station de métro du World Trade Center aux États-Unis.

## Actionnaires
Liste des principaux actionnaires au 30 octobre 2019.
| Industrivärden                | 37 000 000 | 9,25% |
| AMF Fonder                    | 22 500 000 | 5,62% |
| Skanska (salariés)            | 22 320 229 | 5,58% |
| Alecta Pension Insurance      | 21 083 469 | 5,27% |
| Swedbank Robur Fonder         | 18 626 660 | 4,65% |
| L E Lundbergföretagen         | 16 150 000 | 4,04% |
| AFA Sjukförsäkringsaktiebolag | 11 284 799 | 2,82% |
| The Vanguard Group            | 9 962 130  | 2,49% |
| Skanska (autocontrôle)        | 9 154 112  | 2,29% |
| SEB Investment Management     | 9 031 458  | 2,26% |